# 福德漢姆路車站 (IRT傑羅姆大道線)
福德漢姆路車站（英語：Fordham Road station）是紐約地鐵IRT傑羅姆大道線的一個慢車地鐵站，位於布朗克斯福德漢姆路及傑羅姆大道交界，設有4號線（任何時候停站）列車服務。
車站於1917年6月2日作為傑羅姆大道線的首部分投入服務，設有來往王橋路車站和149街車站的接駁服務。當時王橋路車站只使用南行月台。1918年7月17日改為直通至IRT萊辛頓大道線。此站於2004年翻新。

## 車站結構
| 月台層 | 側式月台 | 側式月台                                                                       |
| 月台層 | 北行慢車 | ← 往伍德羅恩 (王橋路)                                                          |
| 月台層 | 尖峰快車 | → 無定期服務                                                                   |
| 月台層 | 南行慢車 | → 往皇冠高地-猶提卡大道 (深夜往新地段大道) (183街) →                           |
| 月台層 | 側式月台 |                                                                                |
| 夾層   | 夾層     | 閘機、車站詢問處、Metrocard自動售票機 升降機位於傑羅姆大道及福德漢姆路的東南角 |
| Ground | 街道層   | 出入口                                                                         |

此站設有兩個側式月台和三條軌道。中央軌道一般不營運。

## 外部連結
- nycsubway.org—IRT Woodlawn Line: Fordham Road
- nycsubway.org — Patriasana, Wholesomeland Artwork by Moses Ros (2005) （页面存档备份，存于）
- Station Reporter — 4 Train
- The Subway Nut — Fordham Road Pictures （页面存档备份，存于）
- MTA's Arts For Transit — Fordham Road (IRT Jerome Avenue Line)
- Fordham Road entrance from Google Maps Street View （页面存档备份，存于）
- Platforms from Google Maps Street View

|  |  |